# Encontrados
Encontrados – miasto na zachodzie Wenezueli w stanie Zulia. Zostało założone w 1778 roku.

## Demografia
Miasto według spisu powszechnego 21 października 2001 roku liczyło 9 838, 30 października 2011 ludność Encontrados wynosiła 15 316.